# Мокраћна бешика
Мокраћна бешика (vesica urinaria) је непаран кесасти орган, односно проширени део мокраћних путева, који служи као привремени резервоар урина. Смештена је у субперитонеалном простору карличне дупље, иза препонске симфизе и испред чмарног црева код мушкарца, односно материце код жене. Ложу мокраћне бешике (paracystium) сачињава растресито везивно ткиво, које је окружује са готово свих страна.
Положај, облик и топографски односи органа зависе од степена испуњености његовог волумена. Мокраћна бешика има приближан облик крушке и на њој се разликују три дела: врх (apex vesicae), који је окренут напред и навише; тело (corpus vesicae), постављено у средини; и база или дно (fundus vesicae), које гледа навише и уназад.
Врх бешике је постављен отприлике у висини препонске симфизе, када је она празна. Приликом пуњења врх постаје заобљен и уздиже се изнад симфизе, ступајући у однос са предњим трбушним зидом. Тело бешике је у односу са задњом страном симфизе и вијугама црева код мушкарца, односно материцом код жене. Са задње стране је покривена перитонеумом. Дно бешике код мушкарца лежи на простати, семеним кесицама и чмарном цреву, а код жена на предњем зиду вагине.
Унутрашња површина органа је обложена слузокожом, која гради велики број несталних набора. Приликом пуњења мокраћне бешике они се повлаче. У пределу дна бешике налази се троугласто поље покривено глатком слузокожом нешто тамније боје, које се назива троугао бешике (trigonum vesicae). Врх троугла је окренут напред и одговара унутрашњем отвору мокраћне цеви, а база је окренута назад и њене углове чине десни и леви отвор мокраћовода. Између ових отвора пружа се интеруретерични набор (plica interureterica), дуг. 1  5—2 cm, а иза њега се налази попречно удубљење у коме се накупља мокраћни камен и гној код запаљењских процеса.
Функционална запремина бешике износи око 350 , али показује знатне индивидуалне варијације. Капацитет се може попети и на 700  код мушкарца, односно 650  код жене. У патолошким случајевима капацитет мокраћне бешике може да варира од неколико милилитара до чак 2 литра.

## Грађа
Мокраћна бешика има грађу сличну мокраћоводу и њен зид се састоји од три слоја: слузнице, мишићног и спољашњег везивног слоја.
Слузница (tunica mucosa) је састављена од епитела прелазног типа (уротела) и растреситог везивног ткива (lamina propria). Код пуног органа епител је танак и има 2-3 слоја ћелија, а када је бешика празна епител изгледа као да има 4-8 слојева и слузница је наборана (осим у пределу троугла бешике). Испод уротела налази се lamina propria, изграђена од нешто гушћег везивног ткива, и tela submucosa (подслузокожни слој) изграђен од нешто ширег слоја растреситог везива. Између слузнице и подслузнице налази се слој lamina muscularis mucosae.
Мишићни слој (tunica muscularis) се састоји од глатких мишићних ћелија, које се пружају у свим правцима и образују три нејасно одвојена подслоја: спољашњи (лонгитудинални), средњи (циркуларни) и унутрашњи (лонгитудинални). Глатки мишић бешике се назива и детрузор и својом контракцијом он повећава притисак у бешици на 40-60 mmHg. Због тога је контракција мишића детрузора главни корак у пражњењу бешике. Ћелије овог мишића се међусобно стапају (спајају) и граде електричне путеве ниског отпора, па се акциони потенцијал може брзо проширити од ћелије до ћелије и изазвати истовремену контракцију целе бешике. У пределу унутрашњег отвора мокраћне цеви мишићни слој формира тзв. унутрашњи сфинктер (m. sphincter vesicae). Његов природни тонус спречава пражњење бешике, све док притисак у њој не порасте изнад критичног нивоа, а такође онемогућава и улазак сперматозоида у бешику за време ејакулације.
Спољашњи слој (tunica adventitia) је изграђен од везивног ткива и обавија највећи део мокраћне бешике, осим горњег дела органа који прекрива сероза (део перитонеума).

## Васкуларизација и инервација
У васкуларизацији бешике учествују горње бешичне артерије (aa. vesicales superiores), које потичу из пупчане артерије (a. umbilicalis); доња бешична артерија (a. vesicalis inferior), која заједно са пупчаном артеријом потиче из унутрашње бедрене или хипогастричне артерије; и задња бешична артерија (a. vesicalis posterior), грана хемороидалне артерије.
Главна инервација органа се остварује путем вегетативних пелвичких нерава (nn. pelvici). У њиховом саставу се налазе и сензорна и моторна влакна. Сензорна нервна влакна детектују степен истегнутости зида бешике и одговорна су за настајање рефлекса који изазива њено пражњење. Моторни нерви су парасимпатичка влакна, која инервишу мишић детрузор. Осим пелвичких нерава, бешика има и друга два типа инервације: скелетна моторна влакна у пудендалном нерву (n. pudendalis), за инервацију и вољну контракцију сфинктера, и симпатичка влакна у саставу хипогастричких нерава, која делују на крвне судове. У њиховом саставу се налазе и ретка сензорна нервна влакна одговорна за осећај бола.

## Пуњење и пражњење бешике
Када је мокраћна бешика празна притисак у њој износи приближно 0 cmH20. Током времена у њој се накупи 40-50 ml мокраће и притисак порасте на око 5 cmH20. Захваљујући тонусу зида бешике, даљи прилив урина неће изазвати значајнији пораст притиска, све док волумен урина не пређе 300-400 ml. Тада се дешава нагли пораст притиска и као резултат се јављају контракције мишића детрузора, које постају све снажније и снажније. Односно почиње тзв. рефлекс миктуриције. Када овај рефлекс постане довољно снажан узроковаће појаву другог рефлекса, који ће изазвати инхибицију спољашњег сфинктера. Ако је ова инхибиција снажнија од вољних сигнала за сфинктерски мишић доћи ће до мокрења, односно јавиће се свесна жеља за мокрењем. У случају да до тога ипак не дође, нервни елементи рефлекса миктуриције се искључују наредних неколико минута (или часова), све док се не појави нови још снажнији рефлекс.

## Функција
Урин, излучен бубрезима, скупља се у бешику због дренаже из два уретера, пре него што се одлаже мокрењем (микцијом). Урин напушта бешику преко уретре, једне мишићне цеви која се завршава отвором који се назива уринарни канал, где излази из тела. Мокрење укључује координиране промене мишића које укључују рефлекс базиран на кичми, са већим инпутима из мозга. Током мокрења, мишић детрузора се скупља, а спољашњи уринарни сфинктер и мишићи перинеума се опуштају, омогућавајући мокраћи да прође кроз уретру и изађе из тела.
Нагон за мокрењем потиче од рецептора истезања који се активирају када се између 300 - 400 mL урина задржи у бешици. Како се урин акумулира, набори се спљоштавају и зид мокраћне бешике се стањи док се растеже, омогућавајући бешици да складишти веће количине урина без значајног пораста унутрашњег притиска. Мокрење контролише понтински центар за мокрење у можданом стаблу.
Рецептори истезања у бешици сигнализирају парасимпатичком нервном систему да стимулише мускаринске рецепторе у детрузору да контрахују мишић када је бешика проширена. Ово подстиче бешику да избаци урин кроз уретру. Главни активирани рецептор је М3 рецептор, иако су М2 рецептори такође укључени и иако су бројчано заступљенији од М3 рецептора, они нису једнако респонзивни.
Главни пут релаксације је путем cAMP пута аденилил циклазе, који се активира преко β3 адренергичких рецептора. β2 адренергички рецептори су такође присутни у детрузору и чак су бројнији од β3 рецептора, али немају толико важан ефекат у опуштању глатких мишића детрузора.

## Клинички значај

### Упала и инфекција
Циститис се односи на инфекцију или упалу бешике. Обично се јавља као део инфекције уринарног тракта. Код одраслих је чешћи код жена него код мушкараца, због краће уретре. Уобичајен је код мушкараца у детињству и код старијих мушкараца где увећана простата може изазвати задржавање урина. Остали фактори ризика укључују друге узроке блокаде или сужења, као што је рак простате или присуство везикоуретерног рефлукса; присуство спољашњих структура у уринарном тракту, као што су уринарни катетери; и неуролошки проблеми који отежавају мокрење. Инфекције које захватају бешику могу да изазову бол у доњем делу стомака (изнад пубичне симфизе, тзв. „супрапубични” бол), посебно пре и после мокрења, као и жељу за честим мокрењем и са малим упозорењем (ургентност). Инфекције су обично узроковане бактеријама, од којих је најчешћа E. coli.
Интерстицијски циститис се односи на стање у којем је бешика инфицирана због узрока који нису бактерије.